# Senra (género)
Senra es un género de plantas fanerógamas de la familia Malvaceae. Incluye cinco especies

## Especies
| - Senra arabica Webb - Senra bakeri (Watt) Prokh. - Senra incana Cav. - Senra nubica Webb - Senra zoes Volkens & Schweinf. |

- Datos: Q7450923
- Especies: Senra